# Agneshög
Agneshög är ett bostadsområde i Motala inom stadsdelen Motala Väster. Namnet kommer från en gård och dess ägor som tidigare låg på platsen, Agneshögs gård. Innan flytten så låg förskolan Agneshög på samma plats som gården.
En stor del av Agneshög utgörs av Agneshögs handels- och industriområde som består av ett antal butiker med bil och motor, hem och fritid, m.m.
Mellan platsen där Agneshögs gård en gång låg och Råssnäs centrum så ligger ett bostadsområde inom fastigheten Tellus 1 som planerades i mitten av 1960-talet. Området ägs idag (2020) Av Amasten.